# Kościół św. Stanisława Kostki w Karnicach
Kościół świętego Stanisława Kostki – rzymskokatolicki kościół parafialny należący do parafii pod tym samym wezwaniem (dekanat Trzebiatów archidiecezji szczecińsko-kamieńskiej).

## Historia i architektura
Świątynia została wzniesiona w 1493 roku z kamienia i cegły. Wnętrze budowli nakrywa drewniany, belkowany strop, który pokrywa polichromia – roślinny ornament. Nad wejściem do kościoła jest umieszczona empora chórowa podparta sześcioma kolumnami. Znajdują się na niej barokowe organy z XVII wieku, porównywalne do warsztatu prospektu organowego w katedrze w Kamieniu Pomorskim. W prezbiterium jest umieszczony dwukondygnacyjny, kolumnowy, barokowy ołtarz powstały w 1641 roku. W predelli można zobaczyć obraz przedstawiający scenę Ostatniej Wieczerzy, natomiast w pierwszej kondygnacji obraz Ukrzyżowania, z kolei w drugiej – Zmartwychwstania. Z lewej strony prezbiterium jest usytuowana przyścienna, barokowa ambona z baldachimem wykonana na początku XVIII wieku. Z prawej strony, na ścianie południowej, znajduje się figura patrona świątyni, św. Stanisława Kostki, który trzyma na rękach Dzieciątko Jezus. Święty jest ubrany w szatę jezuity. Obok jest umieszczony dwuczęściowy nagrobek wykonany z jasnoszarego marmuru Adolfa Karola von Karnitz z 1808 roku. Na ścianach budowli są powieszone portrety św. Jana Pawła II trzymającego ferulę, oraz obraz Matki Boskiej Częstochowskiej. Świątynia została poświęcona w dniu 3 czerwca 1946 roku.
W otoczeniu kościoła znajdują się  kaplica grobowa oraz nieczynny stary cmentarz.

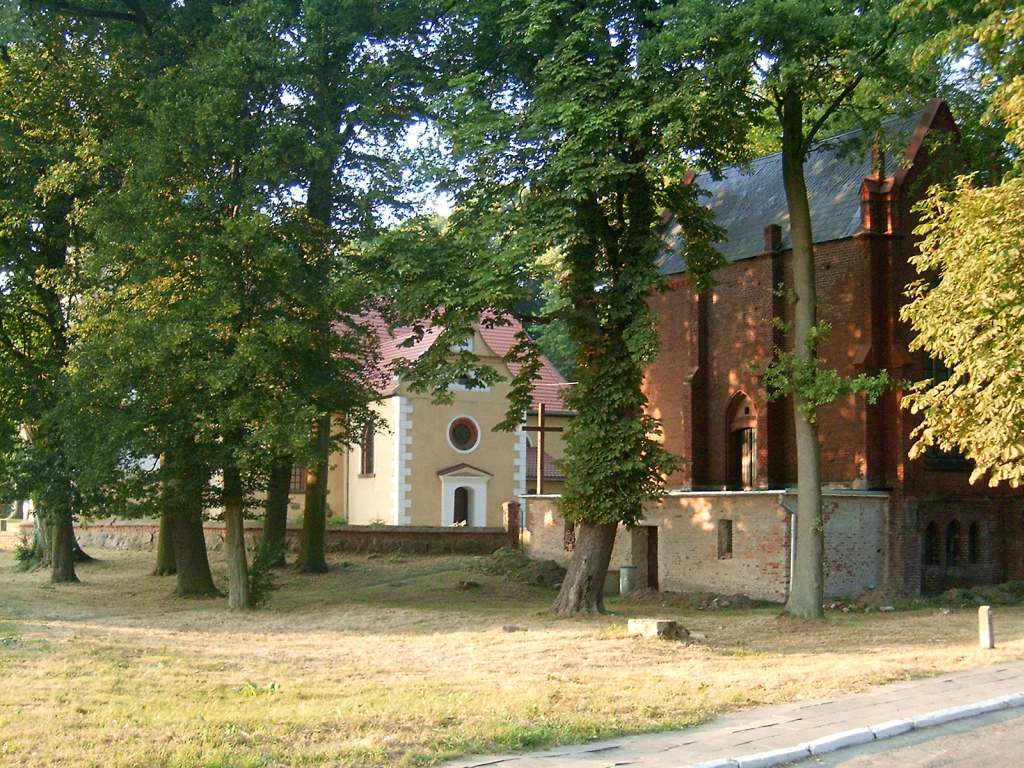
Kościół i ceglana kaplica
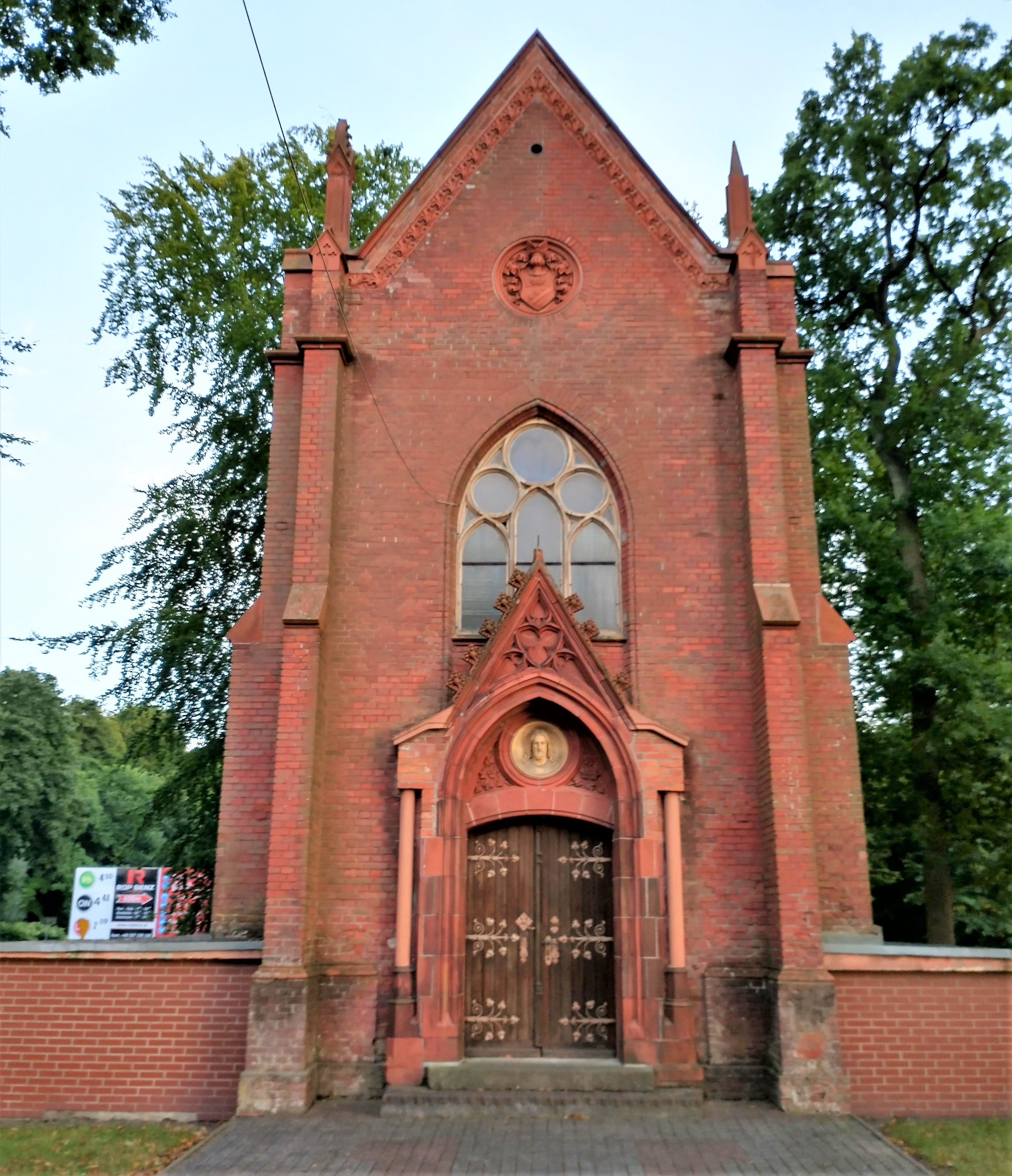
Kaplica grobowa
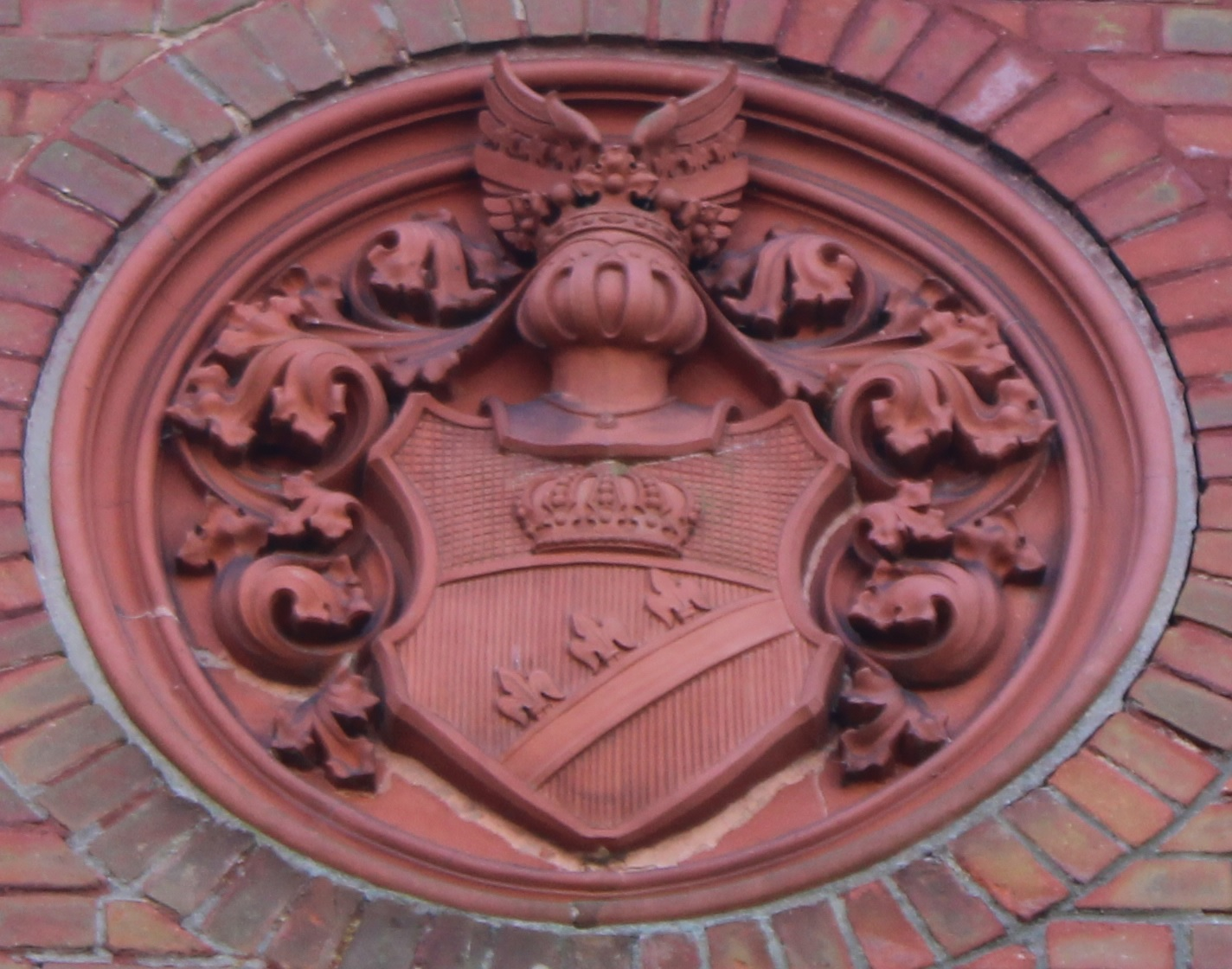
Herb von Elbe
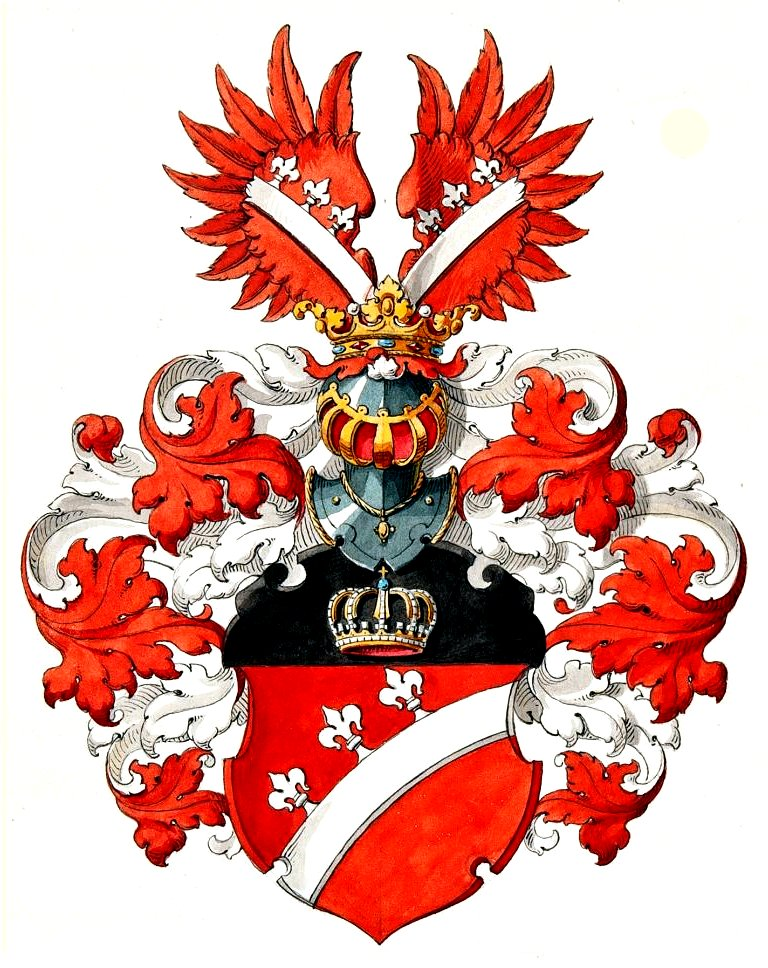
Herb von Elbe